# آر شیر

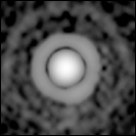
نمایی از ستارهٔ «آر شیر»

آر شیر (به انگلیسی: R leonis) یکی از درخشان‌ترین و آسان یاب‌ترین ستاره‌های متغیر قابل مشاهدهٔ آسمان است. قدر ظاهری این ستاره در دوره‌ای ۳۱۲ روزه میان ۵٫۸ و ۱۰ متغیر است.